# Reo Sugiyama
Reo Sugiyama (japanisch 杉山 伶央 Sugiyama Reo; * 4. März 2000) ist ein japanischer Fußballspieler.

## Karriere
Reo Sugiyama erlernte das Fußballspielen in der Jugendmannschaft des FC Tokyo sowie in der Universitätsmannschaft der Sakushin Gakuin University.  Seinen ersten Profivertrag unterschrieb er am 1. Februar 2022 beim Iwaki FC. Der Verein aus Iwaki, einer Stadt in der Präfektur Fukushima, spielte in der dritten japanischen Liga. Sein Drittligadebüt gab Reo Sugiyama am 30. Juli 2022 (19. Spieltag) im Auswärtsspiel gegen Kataller Toyama. Bei dem 1:1-Unentschieden wurde er in der 59. Minute für Hiroto Iwabuchi eingewechselt. In seiner ersten Profisaison stand er achtmal in der Liga sowie einmal im Pokal auf dem Spielfeld. Am Ende der Saison feierte er mit Iwaki die Meisterschaft und den Aufstieg in die zweite Liga. Nach insgesamt 23 Ligaspielen wechselte er im Januar 2025 zum Drittligaaufsteiger Kōchi United SC.

## Erfolge
Iwaki FC
- Japanischer Drittligameister: 2022  ▲